# Узюков, Николай Анисимович
Николай Анисимович Узюков (23 декабря 1896 [4 января 1897], село Опалиха, Симбирская губерния — 19 марта 1937, Свердловск) — советский государственный и партийный деятель.

## Биография
Родился в 1896 году в селе Опалиха (ныне Апалиха) Симбирского уезда Симбирской губернии в русской крестьянской семье.
Окончил в Симбирске 1-ю приходскую школу, в 1914 г. — Симбирское городское училище. В школьные годы периодически работал учеником, подмастерьем в столярной мастерской при Егоровском училище, прессовщиком, вертельщиком на винном заводе Рогозина. В 1917 г. окончил 3 класса Симбирского землемерного училища. Летом 1916 г. работал землемером-изыскателем в Шуе. Осенью 1916 г. организовал революционный студенческий кружок в училище и руководил им.
С 1917 по февраль 1918 г. был агитатором, организатором «Союза молодёжи» в Симбирске, членом Симбирского городского совета.
С февраля по октябрь 1918 г. служил красноармейцем (в 1-м Симбирском артиллерийском дивизионе, в коммунистических отрядах), участвовал в боях под Бугульмой и Симбирском. В мае 1918 г. вступил в РКП(б).
В октябре 1918 года отозван на партийную работу в Симбирск: помощник заведующего Агитационно-пропагандистским отделом Симбирского губернского комитета партии, с марта 1919 г. — секретарь Симбирского городского комитета партии, с августа 1919 г. — секретарь Симбирского губернского комитета партии, член губернского исполнительного комитета.
С сентября 1920 по март 1921 г. — председатель, ответственный секретарь Витебского губернского комитета РКП(б), член губернского исполнительного комитета.
В марте 1921 г. был делегатом X съезда партии; в составе группы делегатов добровольно участвовал в подавлении Кронштадтского восстания, за что был награждён орденом Красного Знамени.
С 1921 по октябрь 1922 г. — заместитель председателя Исполнительного комитета Царицынского губернского Совета, затем — помощник ответственного инструктора ЦК РКП(б). С декабря 1922 по октябрь 1923 г. — председатель Костромской губернской рабоче-крестьянской инспекции.
С июня 1924 г., по окончании Коммунистической академии, — на партийной работе в Средней Азии: ответственный инструктор Организационно-инструкторского отдела ЦК Компартии Туркестана (по ноябрь 1924 г.), одновременно с 3 июля 1924 по 7 сентября 1925 г. — заведующий Организационным отделом Самаркандского областного комитета КП(б) Туркестана — КП(б) Узбекистана.
С сентября 1925 по 27 июня 1927 г. — первый секретарь Областного комитета РКП(б) / ВКП(б) Киргизской автономной области, Киргизского областного комитета ВКП(б); освобождён от обязанностей по собственной просьбе.
 Работал заведующим сектором Отдела ЦК ВКП(б). В 1931 г. окончил Историко-партийный институт красной профессуры, после чего был заместителем заведующего отделом культуры и пропаганды, с июня 1932 г. — заведующим отделом кадров Уральского областного комитета ВКП(б); с ноября 1933 г. — ответственным секретарём Кизеловского районного комитета ВКП(б). С января 1935 г. работал в Свердловском областном комитете ВКП(б): заведующий отделом агитации и пропаганды, с февраля 1937 г. — инструктор.
Застрелился в г. Свердловске накануне неизбежного ареста по делу Тухачевского.
Избирался делегатом IX (1920), XIV (1925), XVII (1934) съездов РКП(б) / ВКП(б). Был членом ВЦИК СССР, членом ЦК КП(б) Узбекистана и Центрального исполнительного комитета Узбекской ССР.

## Награды
Орден Красного Знамени (1921).

## Память
Упомянут на мемориальной доске репрессированным на Ивановском кладбище в Екатеринбурге.